# Гиланц, Геворг
Гево́рг Гила́нц (25 декабря 1966, Октемберян, Армянская ССР, СССР) — армянский поэт, переводчик, издатель.

## Биография
Геворг Гиланц (постоянный литературный псевдоним; настоящее имя Рудик Арзуни Геворгян) родился 25 декабря 1966 года в городе Армавир, Армения.
В 1991 году окончил Ванадзорский филиал Ереванского политехнического института. В 2005 году окончил Высшие литературные курсы Литературного института имени А. М. Горького.
Публикуется с 1994 года, в том числе в «Иностранной литературе», «Дружбе народов», «Сибирских огнях», «Современная поэзия» и других журналах, в «Литературной газете» и других газетах, а также в ряде интернет-изданий: "45-я параллель «, Citibooks, „Литбук“, „Groghutsav“ и других. Член Союза Писателей Армении и Союза Российских Писателей.
Автор трёх книг стихов и одной книги прозы:
- „Немеркнущая памятная тетрадь“. — Ереван: Издательство Союза писателей Армении, 2003[15],
- „Лети, мой зверь“. — М.: Единая книга, 2006[16]
- „АРС-мета“. — Ереван: Антарес, 2014[17][18]
- „От Тверского бульвара до Еревана“. — Ереван: Яврухрат, 2022[19]

Участник ряда международных поэтических фестивалей и конференций. Регулярно участвует в качестве докладчика в Международном Конгрессе переводчиков художественной литературы, организуемом российским Институтом перевода. С 2020 года участвует как автор словарных статей в проекте „Словарь культуры XXI века“. В 2022 году выступил куратором с армянской стороны Международного Конгресса переводчиков, проведённого по его предложению в Цахкадзоре.
Произведения переведены на русский, английский, голландский, грузинский, румынский, французский и немецкий языки.
Некоторые стихи, прозаические произведения, переводы и публицистические статьи Гиланца доступны онлайн на его веб-странице на сайте WordPress, а также в ряде электронных библиотек: „Литинститут“, LiveJournal, „Журнальный зал“, и других.

## Переводы
- „Буквы на камнях“. — М.: „Художественная литература“, 2013
- Գումիլյով, Նիկոլայ „Հարյուր բանաստեղծություն“ | Гумилёв, Николай „Сто стихотворений“ [Пер. на арм. Геворга Гиланца]. — Ереван: Антарес, 2016. — 144 с. ISBN 978-9939-51-919-7
- Զախար Պրիլեպին „Սև կապիկը“ |Захар Прилепин. „Чёрная обезьяна“ [Пер. на арм. Геворга Гиланца]. — Ереван: Антарес, 2016. — 312 c. ISBN 978-9939-51-932-6
- Михаил Бахтин. „Формы времени и хронотопа в романе“[28][29]. — Ереван: Антарес, 2017
- Поэтическое наследие России. XX век (Символизм, #1). / Константин Бальмонт, Александр Блок, Вячеслав Иванов, Фёдор Сологуб. — Ереван: Айастан, 2017[30][31]
- Поэтическое наследие России. XX век (Акмеизм, #2). / Анна Ахматова, Сергей Городецкий, Осип Мандельштам, Геори Иванов. — Ереван: Айастан, 2017[32][33]
- Поэтическое наследие России. XX век (Футуризм, #3). / Велимир Хлебников, Владимир Маяковский, Игорь Северянин, Александр Введенский. — Ереван: Айастан, 2018[34][35]
- Поэтическое наследие России. XX век (Новокрестьянская поэзия, #4). / Демьян Бедный, Сергей Есенин, Николай Клюев, Павел Васильев. — Ереван: Айастан, 2020[36]
- Поэтическое наследие России. XX век (Вне поэтических школ, #5). / Владислав Ходасевич, Борис Пастернак, Максимилиан Волошин, Марина Цветаева. — Ереван: Айастан, 2020[37]
- Ամելին, Մաքսիմ Ճկված խոսք | Амелин, Максим Гнутая речь [Пер. на арм. Геворга Гиланца]. — Ереван: Hrant Matevossian Cultural Charity Foundation, 2019. — 372 с. — ISBN 978-9939-1-0981-7
- Մաքսիմ Օսիպով „Ընտանի թռչնի ճիչ“ | Максим Осипов „Крик домашней птицы“ [Пер. на арм. Геворга Гиланца]. — Ереван: Айастан, 2020. — 288 с. — ISBN 978-5-540-02501-0
- Վիկտոր Պելևին. „Չապաևն ու դատարկությունը“ | Пелевин, Виктор. „Чапаев и Пустота“ [Пер. на арм. Геворга Гиланца]. — Ереван: Антарес, 2021.

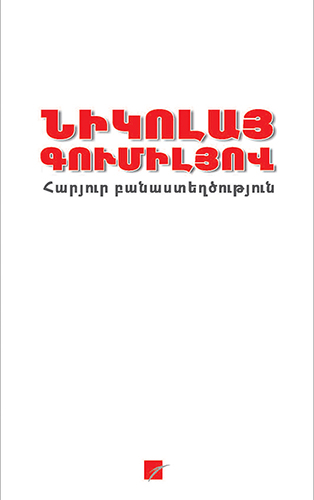

## Составленные и отредактированые книги
- Виктор Петросян. „Внутреннее здание. документальная тоска“. — М.: „Единая книга“, 2007
- Дживан Аристакесян. „Ходящий по горящим горизонтам“. — Ереван: Тигран Мец, 2008
- Сборник, „Бугквы на камнях“. — М.: Художественная литература, 2013
- Сурен Саргсян, „Помоги мне, дождь“. — Ереван: Авторское издательство, 2015
- Поэтическое наследие России. XX век (Символизм, #1). / Константин Бальмонт, Александр Блок, Вячеслав Иванов, Фёдор Сологуб. — Ереван: Айастан», 2017[30][31]
- Поэтическое наследие России. XX век (Акмеизм, #2). / Анна Ахматова, Сергей Городецкий, Осип Мандельштам, Геори Иванов. — Ереван: Айастан, 2017[32][33]
- Поэтическое наследие России. XX век (Футуризм, #3). / Велимир Хлебников, Владимир Маяковский, Игорь Северянин, Александр Введенский. — Ереван: Айастан, 2018[34][35]
- Поэтическое наследие России. XX век (Новокрестьянская поэзия, #4). / Демьян Бедный, Сергей Есенин, Николай Клюев, Павел Васильев. — Ереван: Айастан, 2020[36]
- Поэтическое наследие России. XX век (Вне поэтических школ, #5). / Владислав Ходасевич, Борис Пастернак, Максимилиан Волошин, Марина Цветаева. — Ереван: Айастан, 2020[37]
- Арус Сурен, «Тагатроп». — Ереван: Edit Print, 2020

## Награды
- Совместная переводческая премия Союза писателей РА и Армянской Апостольской церкви «Кантег» за заслуги в области перевода интеллектуальной и художественной литературы (2022)[38][39][40]